# 広島原爆で被爆した東南アジア人
広島原爆で被爆した東南アジア人（ひろしまげんばくでひばくしたとうなんアジアじん）は、1945年8月6日広島市への原子爆弾投下によって被爆した東南アジア出身の人物。本項では特に、被爆時に南方特別留学生として広島にいた人物について記載する。
被爆時広島にいたのは9人、うち8人が被爆しそのうち2人が被爆死した。別の場所にいた3人がのちに来広し入市被爆した。なお広島にいた9人の南方留学生の言動は、被爆直後彼らと一緒にいたものの証言、戦後彼らにインタビューしたメディア、彼らの回顧録などで残っているが、彼らは一貫して愚痴や批判を言っていない。

## 背景

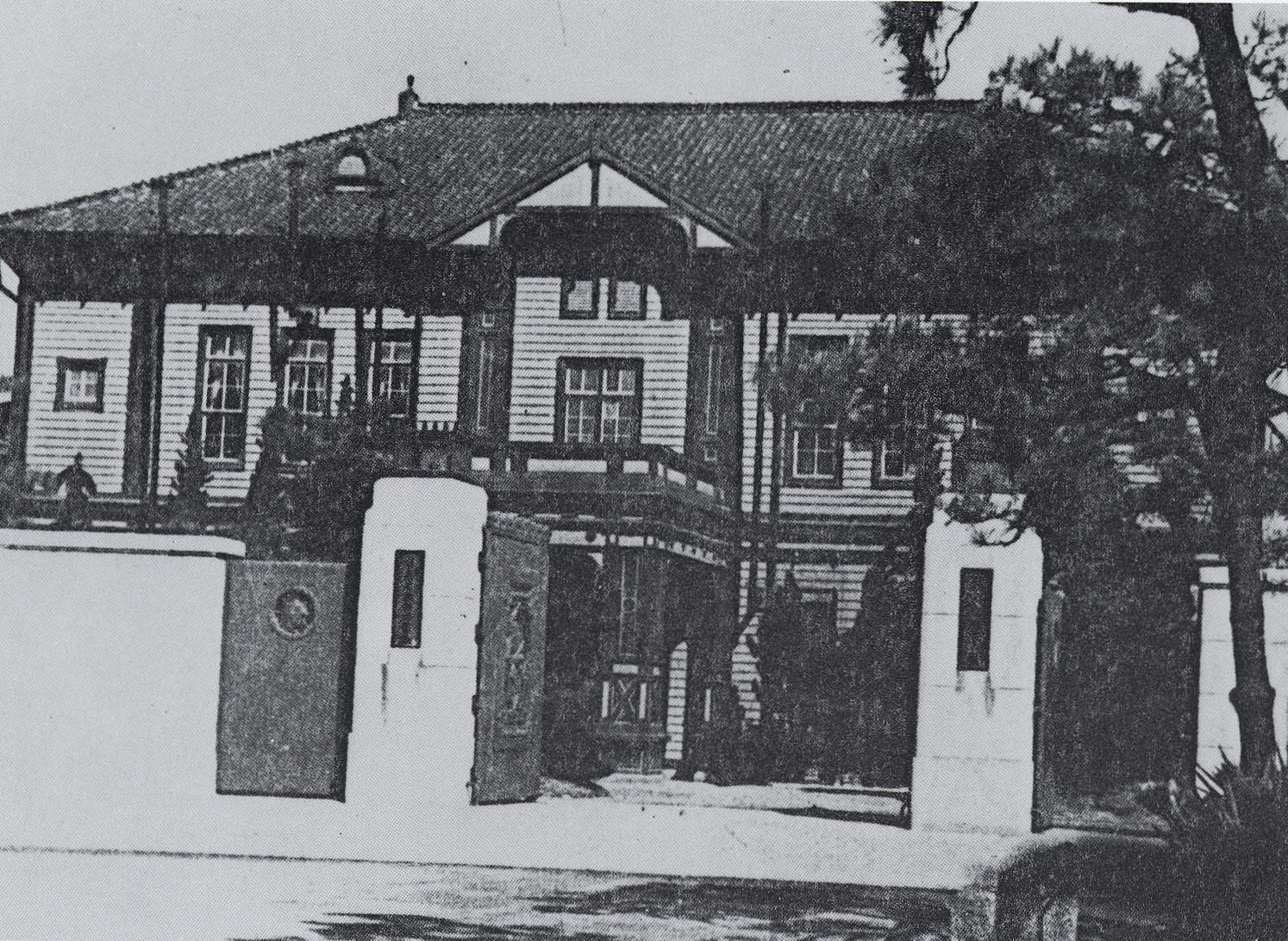
広島高等師範学校 / 南方特別留学生の第1期生のうち最多の20名が入学した。

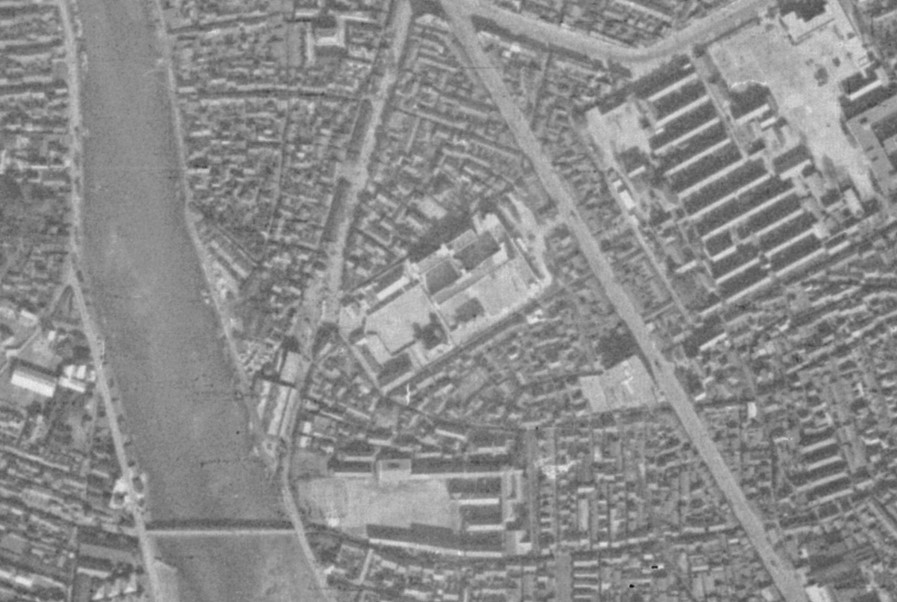
広島高師の千田町校地近辺の航空写真（1939年） / 右上に横並びの校舎が連なる高師の校地が見える（戦後の広島大学の校舎配置とは異なる）。同じ校地に立地していた広島文理大本館（E字型の建物）は見切れている。

広島大学の前身の一つである広島高等師範学校は1902年（明治35年）、同じく前身の一つである広島文理科大学は1929年（昭和4年）に設置された。この2校は、1905年（明治38年）広島高師に中国からの留学生3人を受け入れたのを始めとして、2校で212人以上の留学生を受け入れている（原爆による資料消失により詳細な数字は不明）。特にこの2校は教育の西の総本山と評価されていたことから留学生数は年々増えていった。なお高師と文理大は同敷地内にあり、現在の東千田公園に位置した。
太平洋戦争中、当時の日本政府は大東亜共栄圏構想の一環として旧日本軍の占領から統治が始まった中国大陸や東南アジアから選抜した人材を国費で日本に留学させた。この中国と東南アジアからの留学生をそれぞれ、「中国選抜留学生」、「南方特別留学生」と呼称した。南方特別留学生の候補は現地の軍政当局が人選、陸軍がマライ・スマトラ・ジャワ・ビルマ・フィリピン・北ボルネオ、海軍がセレベス・南ボルネオ・セラム、大東亜省がタイを担当した。結果的に現地の王族・貴族など有力者の子息を中心に選抜された。現地で事前に準備教育を施され、来日後国際学友会で日本語の語学研修など再度の準備教育を1年かけて施された。その後日本各地の高等教育機関へ入学していった。
1943年1期生が来日する。1944年1期生のうち20人が広島高師に入学した。うち1人が途中から離れ同年度末に19人が卒業し次の高等教育機関に進学、うち5人が1945年広島文理大へ進学した。
1944年2期生が来日する。なお、2期生は東京での研修中東京大空襲に遭遇している。1945年3月文部省が進学試験を実施、成績や本人の希望により日本各地の高等教育機関に進学した。こうして2期生のうち4人が広島高師ではなく広島文理大に直接入学した。
つまり、1945年8月6日時点で南方特別留学生が9人広島にいたことになる。なお長崎の学校へ留学した南方特別留学生はいない。

## 南方特別留学生

### 一覧
以下、1944年に広島高師に入学した留学生1期生20人を列挙する。
| 氏名                                                  | 当時 地域  | 進学先                | 国               | その後の経歴              |                             |
| ----------------------------------------------------- | ---------- | --------------------- | ---------------- | ------------------------- | --------------------------- |
| ハリム・アブバカル Halim Abubakar                     | フィリピン | 山口経専              | フィリピンの旗   | 在日大使館参事官          | [ 15 ] [ 16 ] [ 17 ]        |
| ホセ・デ・ウングリア Jose de Ungria                   | フィリピン | 中途退学 のち函館水産 | フィリピンの旗   |                           | [ 15 ] [ 18 ]               |
| ビルヒリオ・デ・ロス・サントス Virgilio de los Santos | フィリピン | 福岡高                | フィリピンの旗   | マニラ大学総長            | [ 15 ] [ 16 ] [ 18 ] [ 19 ] |
| サイド・オマール Syed Omar                            | マライ     | 広島文理大            | マレーシアの旗   | 下記                      | [ 15 ] [ 20 ]               |
| ニック・ユソフ Nik Yusof                              | マライ     | 広島文理大            | マレーシアの旗   | 下記                      | [ 15 ] [ 20 ]               |
| ボスタム Bostam                                       | マライ     | 福岡高                | マレーシアの旗   |                           | [ 15 ] [ 19 ] [ 20 ]        |
| シャリフ・アディル・サガラ Sjarif Adil Sagala         | スマトラ   | 広島文理大            | インドネシアの旗 | 下記                      | [ 15 ] [ 21 ]               |
| サアリ・イブラヒム Saâri Ibrahim                      | スマトラ   | 陸士                  | インドネシアの旗 |                           | [ 15 ] [ 21 ]               |
| ダイラミ・ハッサン Dailama Hassan                     | スマトラ   | 福岡高                | インドネシアの旗 |                           | [ 15 ] [ 19 ] [ 22 ]        |
| モハマド・タルミディ Mochammad Tarmidi                | ジャワ     | 広島文理大            | インドネシアの旗 | 下記                      | [ 15 ] [ 23 ]               |
| ムスカルナ・サストラネガラ Moeskarna Sastranegara     | ジャワ     | 広島文理大            | インドネシアの旗 | 下記                      | [ 15 ] [ 24 ]               |
| サム・スハエディ Sam Schaedi                          | ジャワ     | 京都帝大              | インドネシアの旗 | 在ブラジル臨時代理大使    | [ 15 ] [ 16 ] [ 23 ]        |
| スークレスト Soekristo                                | ジャワ     | 陸士                  | インドネシアの旗 | 在日総領事館勤務          | [ 15 ] [ 25 ]               |
| スディオ・ガンダル Soedio                             | ジャワ     | 京都帝大              | インドネシアの旗 |                           | [ 15 ] [ 26 ]               |
| スパディ・ラモノ Soepadi                              | ジャワ     | 陸士                  | インドネシアの旗 |                           | [ 15 ] [ 27 ]               |
| モン・テットン Maung Thet Tun                         | ビルマ     | 京都帝大              | ミャンマーの旗   | ユネスコアジア局長        | [ 15 ] [ 16 ] [ 28 ]        |
| チャン・チェンポ Chan Cheng Po                        | ビルマ     | 京都帝大              | ミャンマーの旗   |                           | [ 15 ] [ 28 ]               |
| パーシ・ルニー Percy Loo-Nee                          | ビルマ     | 陸士                  | ミャンマーの旗   | ビルマ放送局 アナウンサー | [ 15 ] [ 28 ]               |
| モン・ウィンチュー Maung Win Kyu                      | ビルマ     | 秋田鉱専              | ミャンマーの旗   |                           | [ 15 ] [ 29 ]               |
| モン・モンソー Maung Maung Soe                        | ビルマ     | 京都帝大              | ミャンマーの旗   |                           | [ 15 ] [ 28 ]               |

陸軍第5師団の拠点であった広島において、南方特別留学生はすべて陸軍が選抜したものたちになった。進学先上位は、広島文理科大学5人、京都帝国大学（現京都大学）5人、陸軍士官学校4人、福岡高等学校（現九州大学）3人。
1945年8月6日被爆時広島にいたのは9人、うち8人が被爆しそのうち2人が被爆死、その2週間以内に爆心地から2km圏内にいたことで入市被爆したのが3人になる。以下、赤が被爆死、黄が直接被爆、青が直接あるいは入市被爆した人物になる。うちムスカルナ・サストラネガラは『東京外国語大学史』に被爆したことが書かれておらず 後述の#被爆のとおり入市被爆した可能性はない。
| 氏名                                              | 生年 当時地域        | 被爆場所 当時年齢 | 死去                        | 国               | その後の経歴                      |                      |
| ------------------------------------------------- | -------------------- | ----------------- | --------------------------- | ---------------- | --------------------------------- | -------------------- |
| 1期生（広島高師から広島文理大へ進学）             |                      |                   |                             |                  |                                   |                      |
| ムスカルナ・サストラネガラ Moeskarna Sastranegara | 1922年10月 ジャワ    | 郊外の病院 22歳   | 1983年1月 インドネシア      | インドネシアの旗 | 東京外大講師                      | [ 11 ] [ 24 ] [ 30 ] |
| モハマド・タルミディ Mochammad Tarmidi            | 1925年3月 ジャワ     | 不明 20歳         | 帰国して数年後 インドネシア | インドネシアの旗 |                                   | [ 11 ] [ 23 ]        |
| シャリフ・アディル・サガラ Sjarif Adil Sagala     | 1925年7月 スマトラ   | 興南寮 20歳       | 1996年11月 インドネシア     | インドネシアの旗 | 弁護士                            | [ 11 ] [ 21 ]        |
| ニック・ユソフ Nik Yusof                          | 1925年10月 マライ    | 興南寮 19歳       | 1945年8月 広島              | マレーシアの旗   | -                                 | [ 11 ] [ 20 ]        |
| サイド・オマール Syed Omar                        | 1926年7月 マライ     | 興南寮 19歳       | 1945年9月 京都              | マレーシアの旗   | -                                 | [ 20 ] [ 11 ]        |
| 2期生（広島文理大へ入学）                         |                      |                   |                             |                  |                                   |                      |
| ハッサン・ラハヤ Hasan Rahaya                     | 1922年12月 ジャワ    | 高師音楽室 22歳   | 2014年11月 インドネシア     | インドネシアの旗 | 国民協議会議員                    | [ 11 ] [ 31 ] [ 5 ]  |
| アリフィン・ベイ Arifin Bay                       | 1925年3月 スマトラ   | 高師音楽室 20歳   | 2010年9月 インドネシア      | インドネシアの旗 | 駐日大使館参事官 神田外大名誉教授 | [ 11 ] [ 22 ]        |
| アブドゥル・ラザク Abdul Rasak                    | 1925年7月 マライ     | 高師音楽室 20歳   | 2013年7月 マレーシア        | マレーシアの旗   | マラ工科大講師                    | [ 11 ] [ 32 ] [ 33 ] |
| ペンギラン・ユソフ Pengiran Yusuf                 | 1921年5月 北ボルネオ | 高師音楽室 24歳   | 2016年4月 ブルネイ          | ブルネイの旗     | 首相 駐日大使                     | [ 11 ] [ 34 ]        |

| 氏名                                                | 生年 当時地域     | 被爆状況 | 国               | 主な経歴                              |               |
| --------------------------------------------------- | ----------------- | --- | ---------------- | ------------------------------------- | ------------- |
| スディオ・ガンダル Soedio                           | 1922年11月 ジャワ | - 3人は当時京都帝大在学 - ガンダルとスハエディが 広島高師1期生 - 8月18日京都から 広島に来て被爆留学生 の世話をする | インドネシアの旗 |                                       | [ 26 ] [ 35 ] |
| サム・スハエディ Sam Suhaedi                        | 1923年4月 ジャワ  | - 3人は当時京都帝大在学 - ガンダルとスハエディが 広島高師1期生 - 8月18日京都から 広島に来て被爆留学生 の世話をする | インドネシアの旗 | 在ブラジル臨時代理大使 トヨタ総務部長 | [ 23 ] [ 35 ] |
| アドナン・クスマアト・マジャ Adnan Koesoemaat-madja | 1923年4月 ジャワ  | - 3人は当時京都帝大在学 - ガンダルとスハエディが 広島高師1期生 - 8月18日京都から 広島に来て被爆留学生 の世話をする | インドネシアの旗 | 石炭公団会長                          | [ 25 ] [ 35 ] |

### 生活
1944年1期生は4月京都三条小橋の吉岡家旅館に滞在し、5月から来広し澄心館に入り尚志会館などで分宿し、5月21日から学生寮「興南寮」に移ることになる。これは木造2階建の21室、2つの学校から歩いて10分程度、元安川に面した万代橋東詰付近に建てられたM氏が所有するアパートで、留学生が用いることに決まり一部改装して寮に用いられることになった。1945年入学した2期生や中国留学生もこの寮で生活していた。彼らが元安川で夕涼みをし、川に飛び込み、母国の歌を歌っていたことが目撃されている。
1944年高師に入学した20人は文科・理科を、1945年文理大に入学した9人は教育学を専攻した。受け入れ先ではそれぞれ留学生用に特別なカリキュラムが組まれた。高師では文科興南部が新設され、真下三郎（日本語）・鶴田常吉（国文）などが指導を担当し、剣道の授業もあった。文理大では特設学級が新設され、教育学科（教育学専攻）の長田新・加藤盛一・稲富栄次郎・皇至道・荘司雅子などが指導を担当した。留学生は、祖国を代表して留学しているという自覚を持ち、懸命に勉学に励んだという。日本人学生は南方留学生が来た頃から学徒勤労動員に充てられるようになるも、留学生たちは続けて授業を続けることができた。
ただし、それぞれで事情は異なる。旧日本軍による占領前の東南アジア各地は大部分が欧州各国の統治下にあり、日本統治の際にその中の幾つかには日本が独立を許したのに対し、フィリピンだけはアメリカ統治下でアメリカが独立を確約していた状況（フィリピン・コモンウェルス）からの日本統治であった。そのためフィリピン人だけは気質・心情はアメリカ側にあり、当時の教授や他の広島高師1期生留学生はフィリピン留学生の日本語の基礎語学力の低さや勉強態度への苦言を述べている。広島高師1期生のうち中途退学したのもフィリピン人で、大学進学を希望していたのに広島高師に無理やり押し込まれたとして興南寮関係者と口論になり、警察官訓練所に在籍していた同国人と一緒に北海道へ逃走した。反対にジャワ・スマトラやビルマの留学生は日本で学ぶことが祖国建国の際に役立つと信じており、特にビルマ人は成績抜群で他の留学生からも熱心であったと証言がある。結局フィリピンとビルマ留学生から1945年広島文理大に進学したものはいなかった。
なお1945年広島にいた南方留学生9人の多くがムスリムであった（全員であったか不明）。当時のジャワ・スマトラ現インドネシア人の大半はムスリムであった。当時マライ現マレーシア人の3人のうち、ラザクがムスリムであったと証言があり、被爆死した2人の日本にある墓はイスラム式に建て直されている。当時北ボルネオ現ブルネイ人のペンギランの証言の中にアラーの名がでてくる。被爆日である8月6日の16時頃何人かが大学本館前でサラートを行っているのを目撃されている。一方で受け入れる側である広島県人は大半が安芸門徒であった。
1945年来広した2期生ベイによると、
このように彼らは日本人と交流しており、お礼としてブンガワン・ソロやラササヤンゲなど母国の歌を披露していた。この日本人の中には、寮の近くに住みのちに興南寮跡碑建立に尽力したH氏もいる。H家は商店を営み陸軍第5師団と取引があったため若干の余裕があり、留学生にカレー粉やタイ米を提供したり、一緒に宮島や楽々園に海水浴へ行ったり、彼らの面倒な手続きの代行をすべて受け持つほどの親密な付き合いをしていた。そうしたことからH氏は特高に叱られたという。
日本人女性の証言によると当時は戦時下での公序良俗に反するとして留学生どころか男兄弟と気安く話したり一緒に歩くなと親に言われたといい、別の女性の証言によるとおおっぴらな交流は許されなかったという。ただ山中高等女学校（現広島大学）や広島女学院専門学校（現広島女学院大学）の元生徒は広島高師1期生とグループ交際していたと証言しており、元広島高師女性職員によると当時上司が女性職員だけを集めて「南方からの留学生と付き合っている女性職員がいると聞くが、留学生とは付き合わないように。日本女性としての誇りを持ちなさい。」と注意されたと証言している。
太平洋戦争末期になると文理大本館に中国地方総監府が設置された。学徒勤労動員などで文理大の生徒自体がいなくなったこともあり、大学に在籍した南方および中国留学生たちの授業は大学と同じ構内にある広島高師音楽教室で行われていた。木造2階建の2階部分で、中は黒板に頑丈で大きな机が一つ、あるいは黒板にピアノが1つと2・3組の机椅子がある程度の小さな部屋が並んでいた。

## 被爆

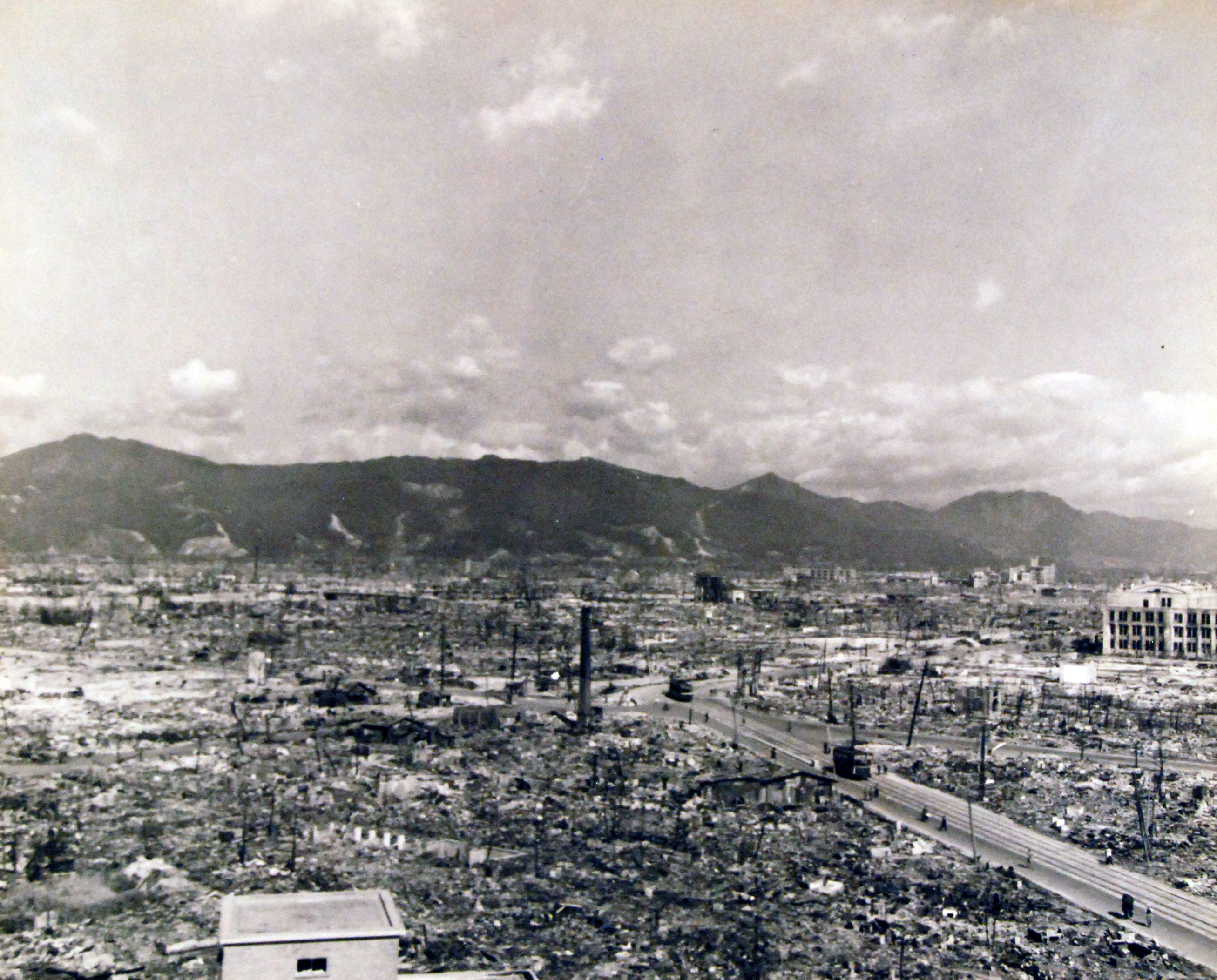
日赤病院の屋上から北北西方向を撮影したもの。中央の交差点が鷹野橋で、その左上一帯が当時興南寮があった旧大手町八丁目、現在の大手町四丁目。

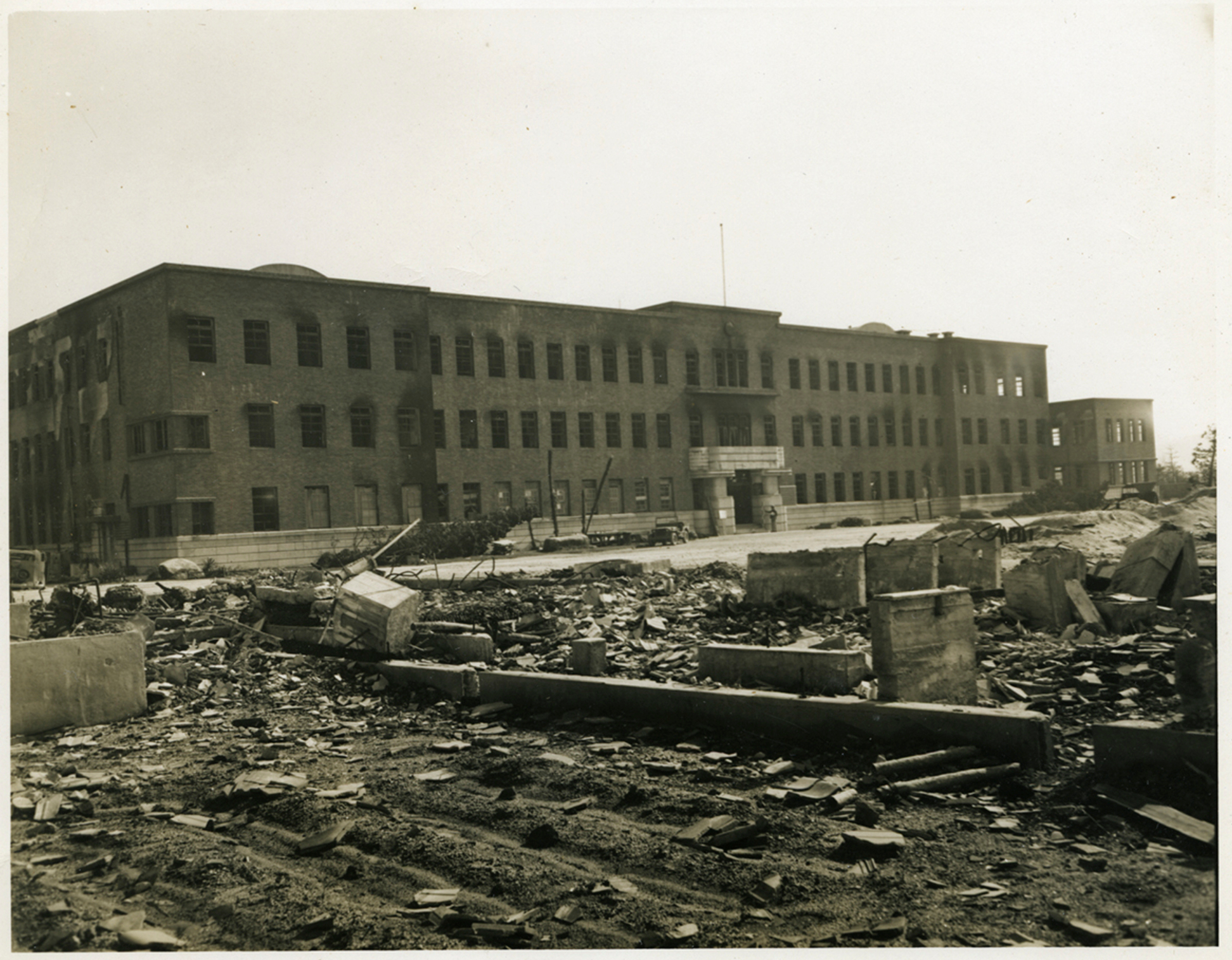
被爆後の広島文理科大学本館（奥）と広島高師校舎の廃墟（手前） / 文理大本館は鉄筋コンクリート造のため外郭は残ったが、高師の校舎は大半が木造であったため全壊・全焼した。

### 8月6日
1期生サストラネガラは赤痢にかかり同年7月から広島市郊外の病院に入院していた（病院場所不明）。被爆による閃光が襲ったあと、看護師がとっさにサストラネガラの顔に布団をかけた。そのすぐ襲った爆風によって窓ガラスが割れたが、無事であった。
他の1期生4人は1時限目の授業がなかった。タルミディのみ前夜から外出していた（被爆場所不明）。サガラとニックとオマールの3人は興南寮で被爆した（爆心地から約0.9km）。被爆により寮は全壊している。
- サガラはY氏[注 3]と一緒に登校途中、忘れ物に気付いて寮に戻り自室で被爆した。多くの落下物の下敷きになっており、自力で脱出できず助けの声も届かない状況だった[62][49][3]。
- ニックは寮の玄関で被爆した[63]、あるいは寮監永原敏夫[注 4]と一緒に登校途中被爆した[64]。
- オマールは寮2階の自室で被爆し落下物の下敷きになったが自力で脱出し、防空壕に避難していた[62][65]。上半身裸でアイロン掛けをしていた時に被爆し背中を大きく火傷したとも[11]。

2期生4人は1時限目を広島高師音楽教室のそれぞれ別の部屋で受けていた（爆心地から約1.5km）。隣の部屋にいた中国留学生によると、学術論争をしていたのが聞こえたという。被爆により建物は全壊している。
- ベイとラハヤの2人は正木修から物理学の授業を受けていた[50][62]。正木が黒板に向かって何かを書こうとしていた時に被爆し、3人共倒壊した家屋に埋もれたがベイとラハヤは自力で脱出することができた[62]。2人は正木[注 5]に呼びかけたが返事はなかった[62]。
- ラザクとペンギランの2人は戸田清から数学の授業を受けていた[50][59]。戸田が2人のそばに寄って話しかけようとした時に被爆し、3人共倒壊した家屋に埋もれたが、ピアノと机が空間を作ったことで、3人共自力で脱出した[59][62]。

戸田はラザクとペンギランに寮に戻って永原寮監の指示に従うよう言った。2人はベイとラハヤと合流して4人で寮に向かうと、途中でニックと永原に出会った。留学生4人はそのまま寮へ、ニック・永原は大学へ報告へ向かった。ここでニックと他の留学生たちとは最期の別れとなった。1人の留学生が大学で状況報告をしており、これがニックと推定されている。
留学生たちは寮で救出作業を行っていると生き埋めになっていた日本人やサガラを発見して救出できたが途中で業火が襲ったため寮母など他の日本人の救出は諦めざるを得なくなり、元安川へ避難した。（市戦災誌では寮があった旧・大手町八丁目は8時50分から出火し15時頃鎮火したとしている）。
元安川では傷つき避難していた30人ほどの女学生達がいて、留学生たちは筏に乗せて彼女たちを対岸へ運び避難を助けた。業火が川まで襲ってきたため、留学生たちは川に潜ってやり過ごした。業火の後、留学生たちはニックを完全に見失っている。のちに、寮付近に住んでいたS氏が、被爆日明治橋で顔と手足を火傷したニックを見かけたと証言している。
午後、彼らは大学であるいは寮周辺で目撃されており、日本人被爆者の救護にもあたっている。

### 8月7日 - 8月14日
7日午後から許可を得て文理大本館前の校庭で野宿しながら生活した。これに興南寮で共に生活していたC氏・T氏の中国留学生や、興南寮所有者のM氏家族のうち生き残ったもの、行き場に困っていたところへ留学生に誘われたもの、先にいた日本人に誘われたもの、などの日本人と一緒に生活した。南方特別留学生はサガラ、オマール、ラハヤ、ベイ、ラザク、ペンギランの6人、中国人2人、日本人は女性のみ9人、のべ17人が途中入れ替わりながら1週間に渡って一緒に大学前にいたことになる。（サストラネガラは入院、ニックはこの時点で行方不明、タミルディだけは当時共に生活した日本人の証言に登場していないことなど詳細は判明していない。）
彼らの中で負傷者は留学生たちが大八車の載せて運び文理大の教室に寝かされた。西隣にある広島赤十字病院への入院も考えられたが、文理大の教室のほうがまだマシな状況だった。
この間、南方留学生たちは日本人や中国人留学生の被爆者を助け励まし、傷の手当や食事の世話をした。傷ついて動けない者には大八車に乗せて運んだ。食事は、当初は校庭に植えられていたまだ未成熟なサツマイモやカボチャを、ついで広島市役所などが配給していた食料を確保した。南方留学生たちは文理大前に集まってきた人たちにも、こうして得た食料を供給し、またあるものは看病するなど世話をしている。一緒に生活した日本人によると、夜一緒に大学本館の屋上に登りサガラのひくバイオリンの伴奏でブンガワン・ソロやラササヤンゲを歌い励まされたことが、忘れられない思い出になったという。
また同時に唯一行方不明となったニックを捜索したが結局発見できなかった。日本人の目撃情報からニックは8月7日楽々園付近で死亡したと推定されている。

### 8月15日 - 9月

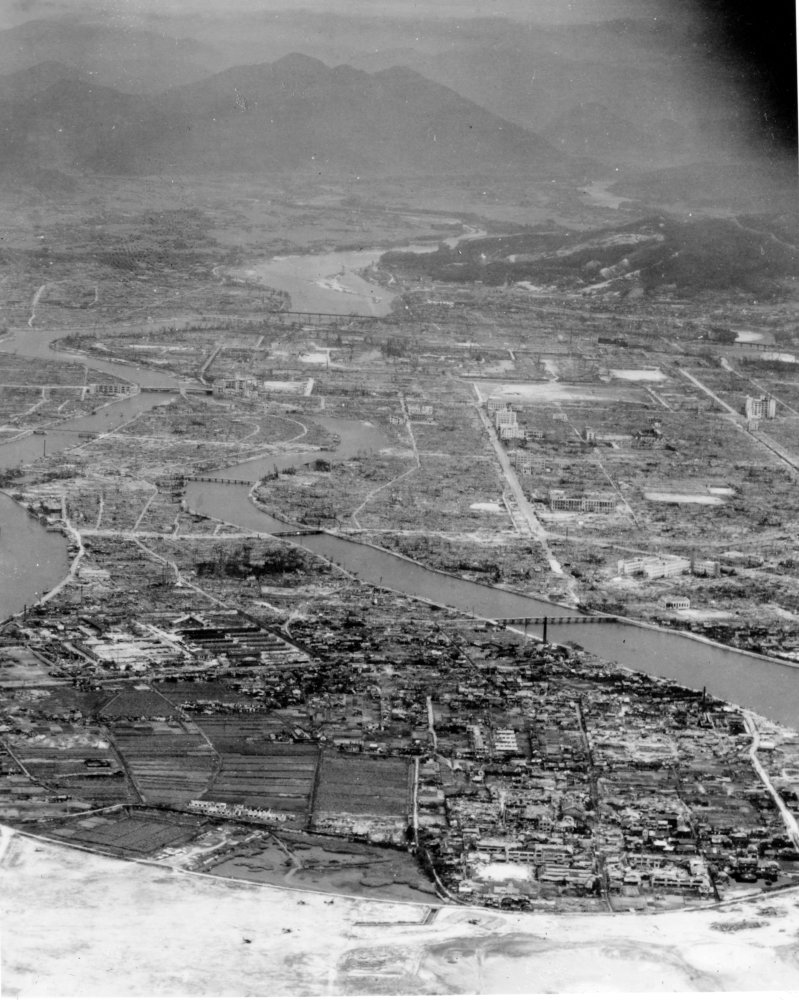
現在の中区吉島付近から北方向を望む。上方の太い河川が太田川で牛田はそのカーブする右手付近にあたる。最も手前側の橋が南大橋でその右上が日赤病院、その右側の敷地が広島高師・広島文理大にあたる。

8月15日から寮の近くに住んでいたS氏が手配したことにより牛田に住むM氏宅に住めることになった。M氏の2階の8畳間に7人が入った。この時点からタミルディが一緒に行動していたことは確定している。この日は終戦の日であり、玉音放送を聞いて日本人が涙していたが、終戦であることを知らない留学生たちは部屋でギターを引き合唱していたという。
文理大から連絡を受けた国際学友会スタッフが8月18日に来広、一緒に当時京都帝大に在籍していた3人、アドナン・クスマアト・マジャとスディオ・ガンダルとサム・スハエディの南方留学生も応援に駆けつけた。これで彼らは入市被爆したことになる。彼らの広島での活動としては、スディオが原爆症に苦しむ日本人を最期まで看病した、という証言が残っている
広島にいた南方留学生8人はとりあえず上京することになった。2グループに別れて第1陣がサガラ、オマール、ベイ、ラザク、ペンギランの5人、第2陣がサストラネガラの退院を待ってタルミディとラハヤの3人で行くことになった。
8月25日、M氏宅で別れの夕食会が開かれた。留学生たちは写真や詩の他に、それまでにかかった費用としてM氏に手持ちのお金を手渡している。その日の夜、第1陣が広島駅から出発、26日京都下車し国際学友会京都寮に宿泊、29日出発直前オマールが体調不良を訴え京都帝大病院へ入院し、その他の4人は東京へ出発した。9月4日、オマールは原爆症により病院で死去した。9月中旬サストラネガラ退院、17日第2陣が出発、京都で途中下車した後、東京へ出発した。

## 以降

### 祖国へ
終戦とともに国際学友会は外務省の所管となりGHQの指示に従うことになる。留学生の帰国は当該統治国の指示のもと外務省が対応した。
広島にいて存命した7人の留学生のうち、マライのラザクと北ボルネオのペンギランの2人はイギリス支配下に戻ったためイギリス占領軍指示のもと1945年10月に帰国した。ラザクによると、帰国するとイギリス人視学官から敵国であった日本に留学していたことを咎められ、日本を忘れることとマラヤ共産党に関わらないよう誓わされたという。
一方、インドネシア独立戦争が勃発していたオランダ統治圏内では外務省に対してオランダがその対応を返答しなかったことから、GHQの指示により希望者のみ帰国させるという方針となった。1947年ごろ帰国となったが、インドネシア留学生の多くは帰国することはオランダ臣民と認めたことになるとして帰国を拒否し日本に残って国際学友会からの奨学金あるいは自分でアルバイトをしながら勉学に励んだ。ラハヤによると、インドネシア政府側から帰国指令があったという。広島にいて存命したジャワ・スマトラの留学生5人のうち、サストラネガラ・タルミディが1947年に帰国、残り3人のうちサガラが京大・ベイが慶大聴講生から上智大・ラハヤが東京文理大（現筑波大）聴講生から慶大へ進学している。なおタルミディは帰国数年後死亡しているがその事実以外の詳細不明。
広島から生き残った南方特別留学生6人の祖国は、この時期に相次いで独立していった。彼らは大臣・大使・国会議員・大学で研究者・企業家などとなり、日本との親善交流が進む中で全員が親日家あるいは知日家として祖国と日本との関係強化に貢献した。
- ペンギラン・ユソフ : ブルネイ首相、ブルネイ初代国務大臣、ブルネイ駐日大使。日本との国交正常化に貢献、ブルネイ・日本友好協会設立に尽力[87]。
- ハッサン・ラハヤ : インドネシア国民協議会議員。インドネシア元日本留学生協会設立に尽力、ダルマプルサダ大学設立者の一人[87]。
- アリフィン・ベイ : インドネシア駐日大使館参事官。国際基督教大学・上智大学・筑波大学で講師を勤め、神田外語大学名誉教授[16]。
- アブゥドル・ラザク : マレーシア・マハティール政権のルックイースト政策下でマラ工科大学日本語プログラムの責任者[16][33]。
- ムスカルナ・サストラネガラ : 東京外国語大学でインドネシア語講師[30]。
- シャリフ・アディル・サガラ : 日本とインドネシアを結ぶ貿易会社に勤務後、日本企業を対象とした弁護士に転身した[16]。

また、彼らの中には自身の被爆体験を母国で語るなど平和貢献にも努めていた。

### 再交流
日本との交流が進む中で、彼らは再来日を果たし当時の日本人関係者との再交流も始まった。
- 戦後日比賠償協定交渉が行われていく中で来日したフィリピン賠償使節団の中に、広島高師留学生1期生のハリム・アブバカルがいた。1955年アブバカルが来広し、留学生たちの世話をしていたため顔見知りで戦後ほぼ同じ場所に家を再建したH氏に会いに来た[89]。これをきっかけとしてH氏が南方特別留学生の消息をアブバカルのつてを使って調べていくことになる[89]。
- 1957年オマールの妹[注 9]が京都に訪れ、オマールの墓を探したが見つからなかった[82]。墓は2本の棒のみであったため年月が経ち朽ち果てつつあった[82]。1958年このことを週刊誌が報道し、それを見て「京都の恥だ。立派な墓を作ってあげたい」と京都左京区のS氏が動きその弟が協力した[82]。オマール家族は当初そっとしておいて欲しいと断ったが、説得の結果イスラム式でならと了承し、円光寺の提供もあって、1963年同寺にオマールの墓が再建立された[48]。
- 1964年、アジア学生文化協会が南方特別留学生として日本で死亡したニックとオマールとサイド・マンスール[注 10]の家族いわゆる「客死マレーシア留学生遺族団」を日本に招待し、それぞれ墓がある広島・京都・福岡に案内し慰霊式を行った。この時に合わせ光禅寺住職がニックの墓をイスラム式に建て替えた[47]。

こうして、あるものは日本の外務省やJICAなどの財団・メディアまた経済活動や私事で広島に訪れ、当時の関係者と交流していった。交流の橋渡しと被爆した南方留学生の研究は当時広島大学庶務部国際主幹の江上芳郎が尽力している。被爆者健康手帳は、直接被爆者のペンギラン、ラザク、ラハヤ、ベイ、サガラ、入市被爆者のサム・スハエティ、計6人に交付されている。
被爆死したニックとオマールの法要は毎年関係者によって行われている。また風化させてはならないとH氏が中心となって記念碑の建立に動き、1976年興南寮跡地に近い元安川護岸緑地に「興南寮跡碑」が建立された。
2013年、広島大学はその時点で存命のペンギラン、ラザク、ラハヤの3人に名誉博士号を授与する。2016年、広島にいた9人の南方留学生のうち最後の存命者となったペンギランが亡くなった。
2019年からリニューアルした広島平和記念資料館で、被爆した南方留学生の資料が展示されるようになった。また同年には国立広島原爆死没者追悼平和祈念館に初めて遺影が登録された。

## 参考資料
- 被爆した南方特別留学生への名誉博士号授与の記録 - 広島大学
  - 関係者からの寄稿
    - 栗原明子 (2015年). “２．（１）留学生と野宿の一週間” (PDF).   広島大学. p. 61-71. 2018年8月3日閲覧。
    - 花岡正雄 (2015年). “２．（３）興南寮跡碑の思い出” (PDF).   広島大学. p. 79-82. 2018年8月3日閲覧。
    - 佐藤次郎 (2015年). “２．（４）南方特別留学生と国際学友会” (PDF).   広島大学. p. 83-92. 2018年8月3日閲覧。

  - 平野裕次 (2015年). “４．広島の南方特別留学生” (PDF).   広島大学. p. 119-131. 2018年8月3日閲覧。
- 江上芳郎 (1992). “南方特別留学生招へい事業に関する研究 (5) : 昭和19年度・広島高等師範学校における20人の南方特別留学生” (PDF). 鹿兒島経大論集 (33) 1 (鹿児島国際大学):  39-60 2018年8月3日閲覧。.
- 江上芳郎 (1993). “南方特別留学生招へい事業に関する研究 (9) : 南方特別留学生と原子爆弾被爆” (PDF). 鹿兒島経大論集 (34) 1 (鹿児島国際大学):  215-241 2018年8月3日閲覧。.
- 江上芳郎 (1993). “南方特別留学生招へい事業に関する研究 (10) : 日本で死亡した4人の南方特別留学生とその墓” (PDF). 鹿兒島経大論集 (34) 2 (鹿児島国際大学):  87-106 2018年8月3日閲覧。.
- 江上芳郎 (1994). “南方特別留学生招へい事業に関する研究 (12) : 戦後における南方特別留学生及び遺族の広島訪問” (PDF). 鹿兒島経大論集 (34) 4 (鹿児島国際大学):  43-66 2018年8月3日閲覧。.
- 江上芳郎 (1994). “南方特別留学生招へい事業に関する研究 (14) : 南方特別留学生名簿” (PDF). 鹿兒島経大論集 (35) 1 (鹿児島国際大学):  35-86 2018年8月3日閲覧。.
- 多仁安代 (2001). “南方特別留学生の諸相” (PDF). 太平洋学会 24(1・1) (太平洋学会):  33-41 2018年8月3日閲覧。.
- “広島原爆戦災誌” (PDF).   広島市 (2005年). 2018年8月3日閲覧。

## 関連書
- 『東南アジアの弟たち―素顔の南方特別留学生』上遠野寛子、暁印書館, 2002.2（改訂版） - 著者は大東亜省の依頼で第一期南方特別留学生の責任者として起居を共にした
- 『南方特別留学生ラザクの「戦後」 : 広島・マレーシア・ヒロシマ 』宇高雄志、 南船北馬舎, 2012.7
- 『わが心のヒロシマ―マラヤから来た南方特別留学生』 オスマン・プティ、 勁草書房 (1991/7/1)
- 『マレーシアの語り人』かつおきんや、汐文社、1985年
- 『天の羊 : 被爆死した南方特別留学生』中山士朗、三交社, 1982